# Aguano jezik
Aguano jezik (aguanu, awano, santa crucino, uguano; ISO 639-3: aga) neklasificirani indijanski jezik kojim možda više nitko ne govori među istoimenim plemenom (Aguano) s rijeka Huallaga i gornja Samiria u sjevernom Peruu.
Etnička grupa se sastojala (1959) od nekih 40 obitelji u selu Santa Cruz de Huallaga.

## Vanjske poveznice
- Aguano (14th)
- Aguano (15th)
- Lengua Aguano